# Green Day
I Green Day sono un gruppo musicale pop punk statunitense formatosi a Rodeo nel 1987.
La band è composta da tre membri: Billie Joe Armstrong (chitarra e voce), Mike Dirnt (basso e voce secondaria) e Tré Cool (batteria). Tré Cool sostituì l'originario batterista Al Sobrante nel 1990, il quale abbandonò il gruppo per impegni di studio. Il turnista Jason White è stato il quarto membro ufficiale del gruppo dal 2012 al 2016.
Nel 1994, grazie al successo del loro terzo album Dookie, il quale, con 10 dischi di platino e uno di diamante, ha venduto più di 20 milioni di copie solo negli Stati Uniti e 25 in tutto il mondo, sono stati annoverati, insieme a gruppi come Offspring e Rancid, tra le band che hanno riportato il punk rock nella musica mainstream. I loro successivi tre album Insomniac (1995), Nimrod (1997) e Warning (2000) non hanno avuto lo stesso successo, ma hanno ricevuto buon apprezzamento, tanto che Insomniac e Nimrod hanno ottenuto il doppio disco di platino, mentre Warning ha ottenuto il disco d'oro. La band è tornata al grande successo nel 2004 con American Idiot, la prima opera rock dei Green Day e disco dal contenuto sociopolitico, che non solo ha riscosso il consenso della critica e del pubblico, soprattutto giovanile, ma ha ampliato l'onda di influenza dei Green Day sul panorama musicale dei successivi dieci anni. Nel 2009 è uscita la loro seconda rock opera, 21st Century Breakdown, controverso album di protesta politica, il migliore dal punto di vista delle classifiche. Nel 2012 è uscita la trilogia composta dai dischi ¡Uno!, ¡Dos! e ¡Tré!, il primo uscito il 25 settembre 2012, il secondo il 13 novembre e il terzo l'11 dicembre. Nel 2016 la band ha pubblicato il disco Revolution Radio, nel 2020 l'album Father of All Motherfuckers. Il 19 gennaio 2024 è uscito il loro quattordicesimo album, Saviors, preceduto da quattro singoli.
I Green Day sono tra i gruppi musicali con più vendite della storia, avendo venduto più di 85 milioni di dischi in tutto il mondo. Inoltre la rivista Rolling Stone, li ha inseriti nella lista "New Immortals", elenco degli artisti definiti le nuove leggende della storia della musica. Il settimanale storico Billboard li ha inseriti nella lista dei "migliori artisti alternativi di sempre", classificandoli al 4º posto. Il gruppo ha inoltre vinto 6 Grammy Awards, Best Alternative Album per Dookie, Best Rock Album per American Idiot, Record of the Year per Boulevard of Broken Dreams, Best Rock Album per la seconda volta con 21st Century Breakdown e Best Musical Show Album per American Idiot: The Original Broadway Cast Recording. Nel 2010 il musical American Idiot tratto dall'omonimo album della band ha debuttato a Broadway. Il musical è stato nominato per diversi premi tra cui 2 Tony Awards per Best Musical e Best Scenic Design. Il 18 aprile 2015 vengono introdotti nella Rock and Roll Hall of Fame. Nel 2016 ricevono il premio MTV Europe Music Award come icona globale.

## Storia del gruppo

### 1987-1993: origini e primi lavori discografici
Il gruppo nacque con il nome di Sweet Children nel 1987 a Rodeo, una piccola cittadina non lontana da Vallejo. La formazione iniziale era composta da Billie Joe Armstrong, Mike Dirnt, Sean Hughes e Raj Punjabi. L'anno seguente John Kiffmeyer, in arte Al Sobrante, sostituì Raj Punjabi e Hughes lasciò il gruppo, lasciando il suo posto di bassista a Dirnt.
Gli Sweet Children scoprirono il 924 Gilman Street, un locale indipendente dove si esibivano tutte le giovani band punk locali. Fecero dei provini per suonare, ma all'inizio non vennero presi, a causa delle sonorità reputate troppo tendenti al pop in confronto agli altri gruppi. Le cose cambiarono quando fece il suo ingresso nel gruppo Al Sobrante, ex-batterista degli Isocracy. Sobrante si occupò di organizzare concerti per gli Sweet Children e fu proprio lui a contattare Lawrence Livermore, titolare della Lookout! Records, una casa discografica indipendente per cui suonavano molti altri gruppi della Bay Area, tra cui gli allora famosissimi Operation Ivy, ed invitarlo ad un loro concerto.
Il 17 ottobre 1987 gli Sweet Children organizzarono il loro primo concerto al Rod's Hickory Pit a Vallejo, in California, locale dove lavorava la madre di Armstrong. Nel 1989 il nome del gruppo cambiò in Green Day, da un'espressione usuale tra gli amici alla Berkeley University (il termine in slang americano significa giornata passata a fumare erba), dopodiché pubblicarono il loro primo lavoro per la Lookout! Records, l'EP 1,000 Hours.
Riscosso un discreto successo con l'album d'esordio, 39/Smooth, e Slappy, entrambi del 1990, Al Sobrante lasciò la band poiché impegnato negli studi e venne sostituito con Frank Edwin Wright III, in arte Tré Cool. Quest'ultimo era l'ex-insegnante di batteria del membro uscente, oltre ad essere stato componente dei Lookouts. Prima di Tré Cool, il batterista Dave E.C. era entrato temporaneamente nella formazione, contribuendo a scrivere ed arrangiare alcuni brani che il gruppo avrebbe inserito nell'imminente album.
Nel 1991 i Green Day incisero Kerplunk, che poi avrebbe garantito al gruppo l'attenzione delle major. Il disco infatti ottenne, con 55 000 copie vendute solo negli Stati Uniti, un successo superiore alle aspettative, e grazie ad esso i Green Day acquisirono notorietà anche in Europa.
Con la pubblicazione di 1,039/Smoothed Out Slappy Hours e Kerplunk per mezzo della Lookout! Records, la visibilità del gruppo nel panorama alternativo aumentò considerevolmente.
Nella successiva versione in CD di Kerplunk vennero aggiunti i brani dell'EP Sweet Children (pubblicato nel 1990 con la Skene Records e spesso erroneamente conosciuto come primo disco della band), tra le cui tracce spiccava la presenza di My Generation, cover dei The Who.
Nel frattempo, Billie Joe Armstrong suonò anche con i Rancid componendo, insieme a Tim Armstrong, la canzone Radio, presente nell'album Let's Go del 1993. Tra il '93 ed il '94, per spostarsi i Green Day usarono un vecchio bibliobus che il padre di Tré Cool adattò alle loro necessità.

#### La firma per laWarner Bros. Records
La crescente popolarità dei Green Day, acquisita anche grazie alla ristampa del secondo lavoro, attirò l'attenzione delle case discografiche più importanti del settore, e al gruppo pervennero varie offerte di collaborazione. In particolare si è a conoscenza dell'interessamento della Epitaph Records (nota etichetta indipendente specializzata in ambito punk e di proprietà di Brett Gurewitz, membro dei Bad Religion) e della Reprise, sottoetichetta della Warner Bros.
Il trio non mostrò esitazioni, firmando nel 1994 il contratto con la Reprise Records. Tale decisione contribuì ad allontanare una consistente fetta di fan, che non gradirono il passaggio della formazione ad una major, ed impedì ai Green Day di esibirsi ulteriormente al 924 Gilman Street, il locale dove spesso il gruppo suonava agli inizi della propria carriera, a causa della peculiare politica posta dalla direzione dello stesso. Dopo la firma con la Reprise, la band si mise al lavoro per registrare il nuovo album.

### 1994-1995:DookieeInsomniac

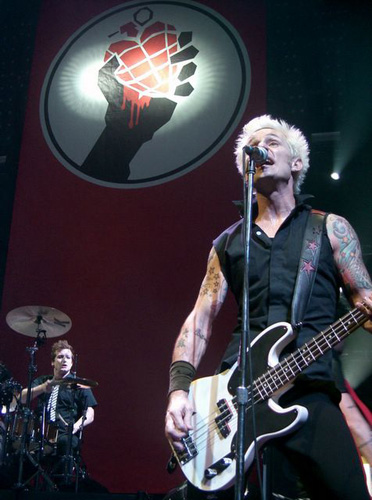
Mike Dirnt e Tré Cool a Cardiff.

Pubblicato nel febbraio 1994 e registrato in tre settimane, Dookie, sinonimo di "shit" (merda), diventò un successo commerciale, anche grazie all'aiuto dell'emittente musicale MTV, che accettò di trasmettere i video di Longview, Basket Case e When I Come Around, che raggiunsero tutti la prima posizione nella classifica Modern Rock Tracks. Gli altri singoli estratti furono She e Welcome to Paradise, quest'ultimo già presente nell'album Kerplunk. Il gruppo intanto avviò un tour insieme alla band Pansy Division e partecipò al festival di Lollapalooza e a Woodstock '94.
Nel 1995 Dookie ricevette un premio Grammy come Miglior album alternative e la band fu nominata per 9 MTV Video Music Awards. Il grande successo portato dall'album (disco di diamante negli Stati Uniti) diede avvio al primo tour internazionale dei Green Day.
Nello stesso anno fu pubblicato un nuovo singolo estratto dalla colonna sonora del film Angus, chiamato J.A.R., il quale raggiunse la prima posizione nella classifica Modern Rock Tracks; in seguito diventò un lato B del nuovo album Insomniac, uscito nello stesso anno.
L'album, caratterizzato da un sound più duro e cupo di quello del melodico Dookie, ricevette un voto di 4/5 dal settimanale Rolling Stone. Anche se non raggiunse il successo del precedente, riuscì comunque a vendere più di due milioni di copie negli Stati Uniti. I singoli estratti furono Geek Stink Breath, Stuck with Me, Brain Stew/Jaded e Walking Contradiction. Il video di quest'ultimo ricevette un MTV Video Music Award per i "migliori effetti speciali". La copertina, realizzata da Winston Smith con la tecnica del collage, è intitolata God Told Me to Skin You Alive ("Dio mi ha detto di scuoiarti vivo").
A questo punto, a causa della stanchezza provocata dai tour estenuanti, la band annullò il tour europeo e si prese una pausa.

### 1996-2000:NimrodeWarning

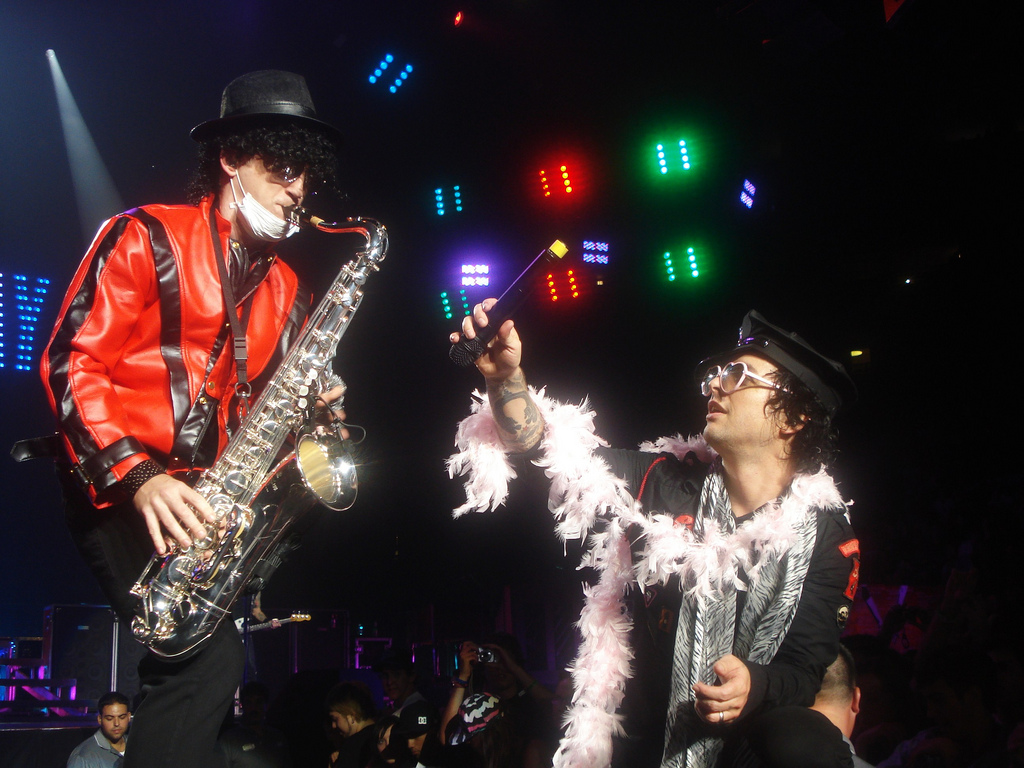
Billie Joe e Jason Freese nell'esecuzione di King for a Day (brano di Nimrod).

Dopo una pausa di un anno, nel 1997 i Green Day iniziarono a lavorare su un nuovo album. Prima dell'uscita dell'album, Rob Cavallo dichiarò che il lavoro avrebbe avuto un sound differente dai precedenti.
Dopo l'uscita di due EP dal vivo, Bowling Bowling Bowling Parking Parking e Foot in Mouth, pubblicati nel 1996, dal lavoro del gruppo il risultato fu Nimrod, album che mescola surf rock, ska punk e altri generi, in una deviazione sperimentale dal genere pop punk. L'album ha raggiunto lo stesso successo del precedente lavoro del gruppo (oltre 2 milioni di copie vendute negli Stati Uniti).
L'album riscosse un discreto successo, anche grazie ad una ballata acustica intitolata Good Riddance (Time of Your Life), il cui video fece vincere alla band un MTV Video Music Awards come Miglior Video Alternativo e che entrò a far parte delle colonne sonore di alcuni programmi televisivi, tra cui anche E.R. - Medici in prima linea. I singoli estratti furono Nice Guys Finish Last, Hitchin' a Ride, Redundant e Good Riddance (Time of Your Life) stesso.
Nel 1998 il gruppo si prese una nuova pausa, questa volta di due anni, perché ognuno potesse passare del tempo con la propria famiglia. Nel 2000 riapparvero sulla scena musicale con Warning:, che con orgoglio definirono il loro miglior lavoro fino a quel momento.
I critici musicali, tuttavia, espressero opinioni diverse sul nuovo album. Rolling Stone gli attribuì un voto di 3/5 dicendo:
(Rolling Stone)
All Music Guide fu invece più benevola e diede all'album un giudizio di 4.5/5, dicendo:
(allmusic.com)
Molti pensarono che l'album potesse essere l'inizio di un declino da parte della band, anche perché Warning:, al contrario degli album precedenti, che avevano conquistato una doppia certificazione di platino, ne riceve soltanto una d'oro.
Tuttavia Minority divenne un pezzo storico, un inno all'individualità (dirà poi Billie Joe Armstrong: "Minority parla dell'essere un individuo"), particolarmente adatto all'esecuzione dal vivo grazie al ritornello posto subito dopo una breve intro di chitarra.
I singoli estratti furono Minority, Warning, Waiting e Macy's Day Parade. Tali brani riuscirono ad entrare in classifica e l'album regalò alla band tutti e otto i California Music Awards del 2001 ai quali furono candidati.

### 2001-2002:International Superhits!eShenanigans

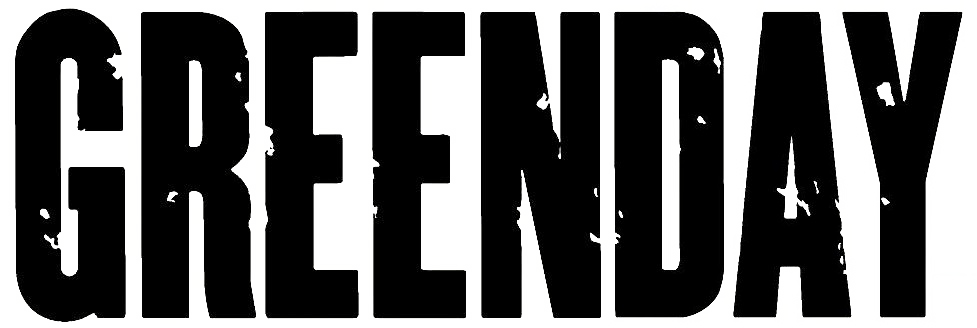
Logo adottato fino al 2008.

Nel 2001, a solo un anno di distanza dall'ultimo lavoro, vide la luce un greatest hits dal titolo International Superhits! (seguito dalla raccolta di videoclip International Supervideos!) che raccoglieva due inediti (Maria e Poprocks & Coke) e i singoli della band più famosi e venduti, escludendo però le pubblicazioni della Lookout!. La raccolta riuscì ad ottenere una certificazione di disco platino. Un'altra traccia compresa nella raccolta è J.A.R. (Jason Andrew Relva), canzone scritta da Billie insieme a Mike dedicata ad un loro amico defunto.
Nel 2002 venne pubblicata un'altra raccolta, stavolta di b-side dal titolo Shenanigans, dove è contenuta la canzone Outsider, cover dei Ramones ed originariamente pubblicata dagli stessi Green Day in We're a Happy Family, album tributo ai fast four del 2003 prodotto da Rob Zombie e Johnny Ramone, nel quale famose formazioni (tra cui Red Hot Chili Peppers, Offspring, Garbage, U2 e Metallica) hanno dato il loro personale omaggio ad una tra le più importanti band americane che più ha influenzato i Green Day.
Inoltre vi è contenuto anche il brano Espionage, estratto dalla colonna sonora di Austin Powers - La spia che ci provava, che regalò al gruppo un American Music Award come Migliore performance rock strumentale. Nell'estate del 2002 il gruppo partecipò al Pop Disaster Tour insieme ai blink-182. Il tour fu documentato nel DVD Riding in Vans with Boys.
Nel 2002 suonarono Blitzkrieg Bop e Teenage Lobotomy dei Ramones alla loro cerimonia d'ingresso nella Rock and Roll Hall of Fame.

### 2003-2006:American IdioteBullet in a Bible

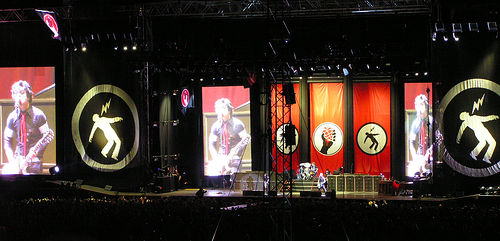
I Green Day nel 2005 in concerto al Giants Stadium, New York.

Nell'estate del 2003 la band tornò in studio per scrivere e registrare un nuovo album, chiamato a titolo di prova Cigarettes and Valentines. Dopo aver completato 20 tracce, i file per la registrazione vennero rubati dallo studio. La band, invece di provare a ricreare l'album, decise di cominciarne uno nuovo e migliore.
Prima dell'uscita del nuovo lavoro, il trio collaborò con Iggy Pop in due tracce del suo nuovo album, Skull Ring.
Nel 2004 uscì American Idiot, risultato del duro lavoro della band, che raggiunse molto rapidamente la prima posizione nella classifica Billboard, aiutato anche dal grande successo del primo singolo, American Idiot. Il disco è riuscito a vendere a livello globale oltre 12 milioni di copie, mentre il singolo omonimo più di un milione. L'album venne annunciato come "un'opera punk rock che segue il cammino del Gesù della periferia " (Jesus of Suburbia).
La band ricevette un Grammy Award per American Idiot come Miglior album rock e agli MTV Video Music Awards del 2005 vinse ben 7 premi degli 8 ai quali era candidata.
Il secondo singolo, che ottenne il maggior successo a livello internazionale, fu Boulevard of Broken Dreams, il quale, nel 2006, fece vincere alla band un Grammy come Record of the Year per essere rimasto 16 settimane in testa alla Billboard Modern Rock Tracks alla pari con la canzone dei Red Hot Chili Peppers Scar Tissue e quella degli Staind It's Been Awhile. Boulevard of Broken Dreams vendette più di due milioni di copie.
I successivi singoli furono Holiday e Wake Me Up When September Ends; quest'ultimo, scritto da Billie Joe, tratta argomenti molto personali ed accompagnato da un videoclip molto esplicito (girato come gli altri di American Idiot dallo storico regista del videoclip di Smells Like Teen Spirit dei Nirvana, Samuel Bayer) che, nel 2005, regala al gruppo ben cinque MTV Video Music Awards. Inoltre, Wake Me Up When September Ends ottenne il disco di platino sia negli Stati Uniti che in Canada.
Il successivo singolo fu invece Jesus of Suburbia, una "mini-opera punk" dalla durata di oltre nove minuti e composta da 5 pezzi dalla durata di circa 2 minuti ciascuno. Il video di quest'ultima, tuttavia, fu censurato da MTV a causa di alcune scene troppo esplicite. Esso riassume in nove minuti (versione ridotta senza tutti i dialoghi) la storia di Jimmy, il protagonista del concept album American Idiot.
Durante il 2005 il gruppo iniziò il suo tour più lungo (circa 150 date), passando per il Giappone, l'Australia, il Sud America e l'Inghilterra.

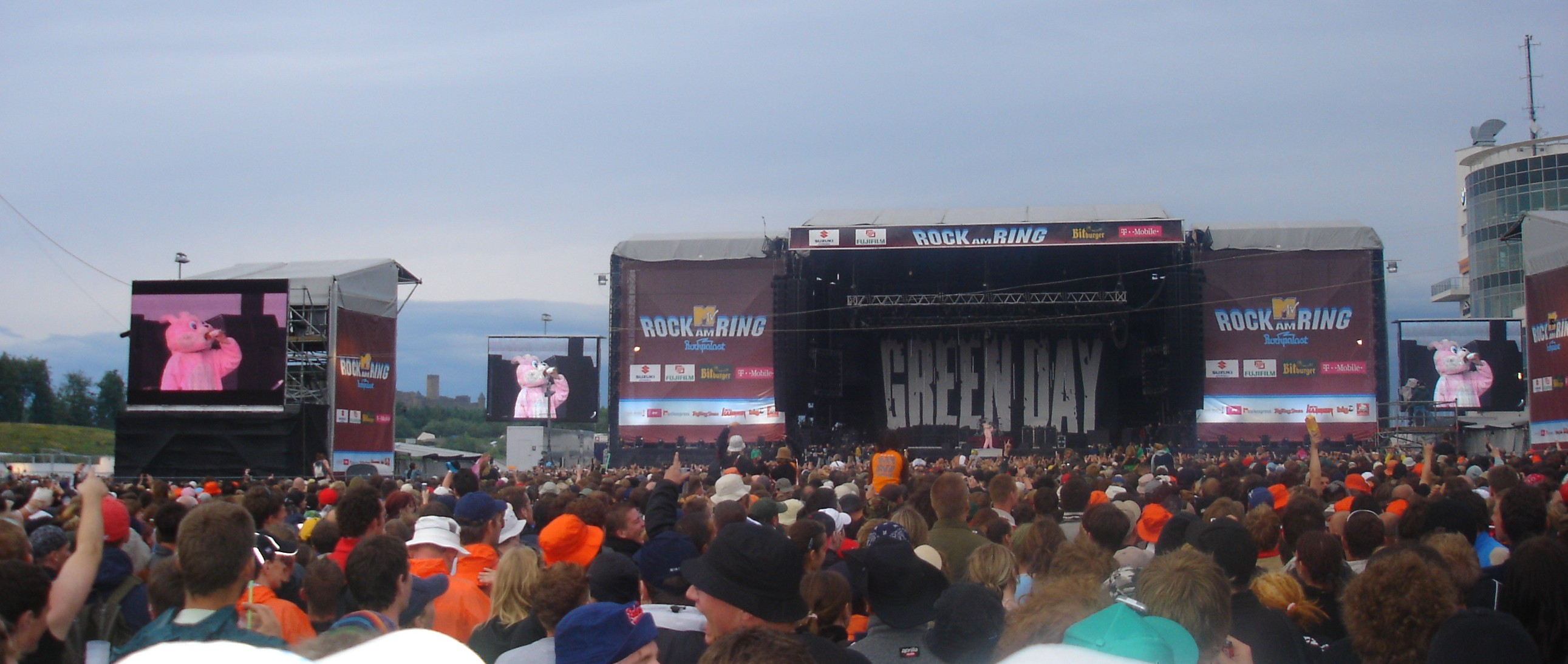
I Green Day al Rock am Ring durante l'American Idiot Tour.

Durante il tour, la band filmò e registrò i suoi due concerti al Milton Keynes di Londra davanti a 130.000 spettatori, che furono descritti da Kerrang! come "i più emozionanti, memorabili e folli spettacoli dal vivo che il Regno Unito abbia mai visto". Queste registrazioni vennero pubblicate in un CD/DVD, dal nome Bullet in a Bible, pubblicato il 15 novembre 2005. Durante la performance, il gruppo suonò le sue canzoni più famose, incluse anche quelle dell'album American Idiot. Il DVD contiene numerosi dietro le quinte e le preparazioni del gruppo al concerto.
Il 2 luglio 2005 i Green Day parteciparono al Live 8 di Berlino, suonando Minority, Holiday, American Idiot ed il brano dei Queen We Are the Champions.
Il 9 luglio dello stesso anno i Green Day resero omaggio alle vittime degli attentati di Londra del 2005 all'Oxegen Festival dedicando loro la canzone Wake Me Up When September Ends, dicendo "Due giorni fa c'è stata una tragedia. Questa [canzone] è per tutti gli innocenti" (riferito agli innocents di cui si parla nel brano).
Poco dopo, il 1º agosto, i Green Day acquistarono dalla Lookout! Records i diritti per ristampare i primi lavori, che vennero pubblicati sotto etichetta Reprise il 9 gennaio 2007.

### Periodo 2006-2008

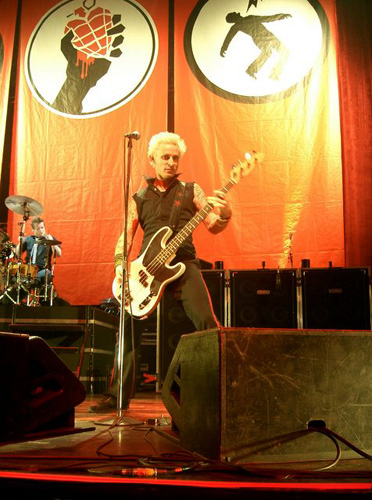
Mike Dirnt e Tré Cool a Cardiff.

Il 10 gennaio 2006 il gruppo venne premiato con un People's Choice Award come Miglior gruppo.
Il 25 settembre 2006 i Green Day e gli U2 suonarono insieme Wake Me Up When September Ends, The Saints Are Coming e Beautiful Day al Super Dome di New Orleans, in onore ai sopravvissuti al disastro che ha portato l'Uragano Katrina a New Orleans. Il video del concerto è disponibile su YouTube, mentre il singolo fu pubblicato nel novembre del 2006 e riscosse molto successo; i profitti ricavati furono tutti devoluti in beneficenza.
Nello stesso periodo, prestarono la loro voce nel cartoon Live Freaky Die Freaky, il cui DVD è uscito nel 2006 negli Stati Uniti. Nella colonna sonora è presente anche un pezzo di Billie Joe, intitolato Mechanical Man.
Inoltre, la band comparve nel primo film de I Simpson, I Simpson - Il film. Per l'occasione eseguì la reinterpretazione della sigla iniziale della famosa serie animata. Nello stesso anno, le canzoni Holiday e Welcome to Paradise furono inserite nel film d'animazione Surf's Up - I re delle onde.
Nel maggio 2007 uscì la chitarra Billie Joe Armstrong Les Paul Junior, riedizione della Gibson Les Paul Junior del 1965.
Nell'ottobre 2007 Armstrong dichiarò:
(Billie Joe Armstrong)
Nel febbraio 2008 si formò un gruppo chiamato Foxboro Hot Tubs, pubblicando sul sito ufficiale tre brani. In seguito si scoprì che la band non era altro che un side-project dei Green Day, i quali, il 29 aprile 2008, hanno pubblicato il primo album, Stop Drop and Roll. La formazione comprende anche due membri non ufficiali della band, Jason White e Jason Freese.

### 2009:21st Century Breakdown

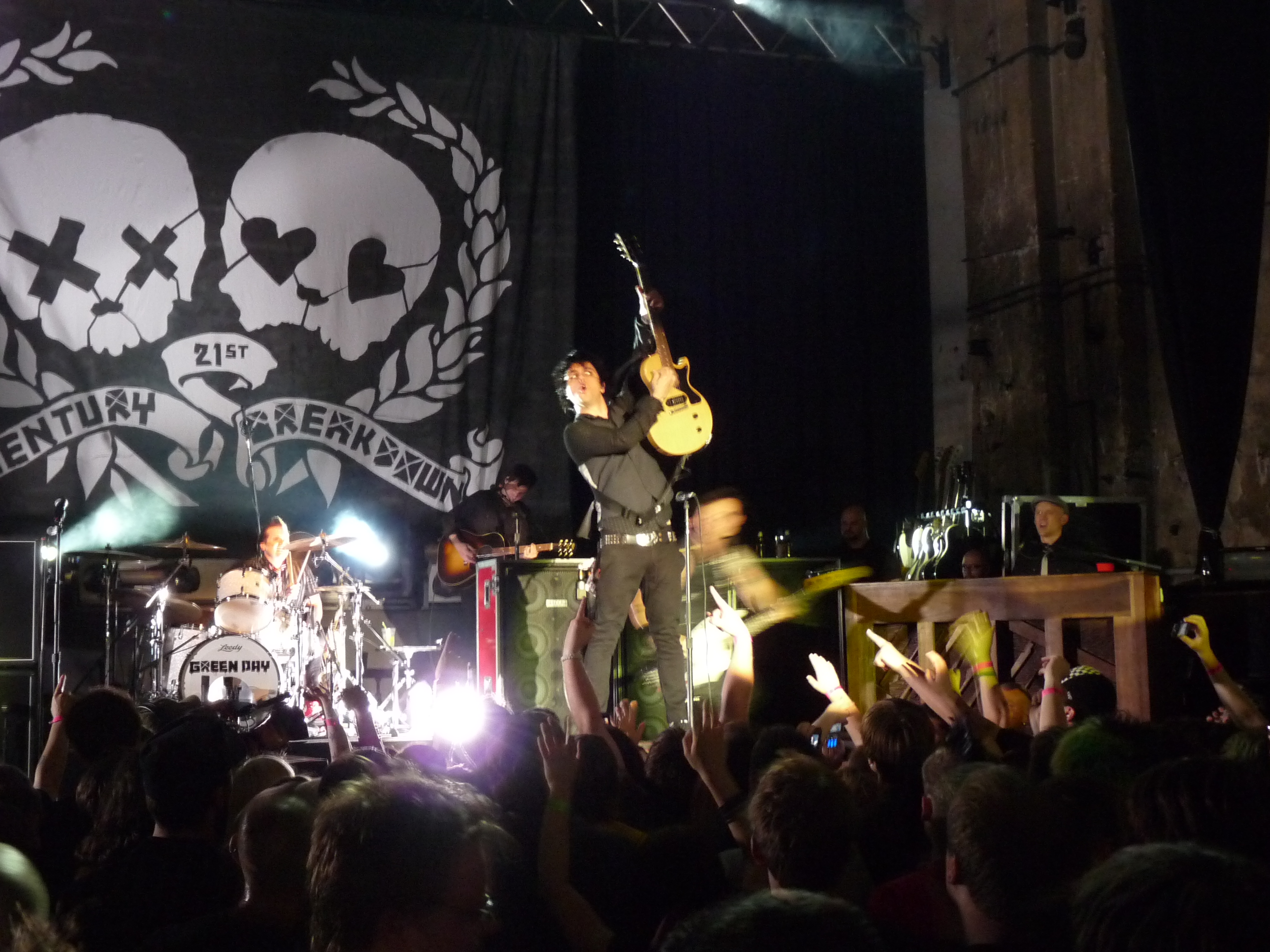
I Green Day in concerto nel 2009.

Nell'ottobre 2008 i Green Day tornarono in studio di registrazione con Butch Vig per registrare il loro ottavo album, annunciato nell'agosto del 2006. Annunciarono il titolo del nuovo progetto, 21st Century Breakdown, in occasione dei Grammy Awards 2009. L'album, pubblicato il 15 maggio 2009, è diviso in tre atti: Heroes and Cons, Charlatans and Saints, Horseshoes and Handgrenades.
Il 7 e il 9 aprile vennero tenuti due concerti di presentazione dell'album in altrettanti locali di San Francisco. Il primo singolo estratto dall'album fu Know Your Enemy, messo in commercio il 16 aprile 2009, mentre il video del singolo venne trasmesso in anteprima esclusiva su MTV il 24 aprile.
21st Century Breakdown debuttò, dopo soli 3 giorni di vendita, in prima posizione nella Billboard 200. L'album si confermò in testa alla classifica anche nella settimana dal 23 al 30 maggio. Il disco, inoltre, raggiunse nove prime posizioni in altrettante classifiche nazionali (tra cui quella italiana, per la prima volta nella carriera della band) ed altri sei podi. Diventò disco d'oro in nove paesi e di platino in 7, tra cui il Canada, nel quale ne ottenne due (per un totale di otto dischi di platino). Vinse anche diversi premi, tra i quali il Grammy Award al miglior album rock. Il secondo singolo fu 21 Guns, in radio dal 15 giugno, data anche della pubblicazione ufficiale del video su MTV. Il singolo è doppio disco d'oro (Australia ed Italia).
Il terzo singolo pubblicato fu East Jesus Nowhere.
Il 12 dicembre 2009 durante la trasmissione Spike TV's Video Game Awards i Green Day (in collaborazione con harmonix) annunciarono l'uscita del videogioco Green Day: Rock Band, pubblicato l'anno successivo.

### 2009-2011: Il musicalAmerican IdioteAwesome as Fuck

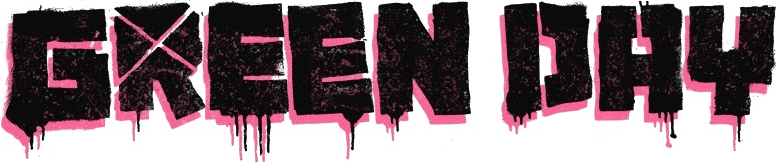
Logo adottato fino al 2012.

Nel 2009, i Green Day trasformarono il loro album di maggiore successo, American Idiot, in un omonimo musical. Lo spettacolo, presentato nell'autunno 2009 a Berkeley, fece il giro d'America, debuttando anche a Broadway. Nell'album American Idiot - The Original Broadway Cast Recording, oltre ad essere contenuti i brani della band (reinterpretati dal cast del musical), è presente anche un brano inedito, When It's Time, cantato dai soli Green Day. Nell'ottobre 2010 e nel gennaio 2011, lo stesso Billie Joe Armstrong prese parte ad alcuni spettacoli, recitando il ruolo di St. Jimmy, personaggio di spicco dell'album American Idiot. In uno di questi spettacoli suonò anche un piccolo brano inedito, nel quale dichiarava il suo amore a New York e al mondo del teatro.
Durante un concerto a Denver, i Green Day suonarono una nuova canzone, Cigarettes and Valentines (il titolo dell'album che sarebbe dovuto uscire nel 2003), affermando di star lavorando alla registrazione di un album live. Infatti, il 17 gennaio 2011 il sito di vendite online Amazon.com mise in pre-vendita il disco, svelandone il formato (CD+DVD), il titolo e data di uscita: Awesome as Fuck, pubblicato il 22 marzo 2011.
Il CD è composto da canzoni suonate nelle varie tappe del loro 21st Century Breakdown world tour, mentre nel DVD bonus sono inserite le sole canzoni suonate nel doppio show al Saitama Super Arena a Saitama-shi, tenuto in Giappone nel gennaio del 2010. Il 12 gennaio 2011, il sito ufficiale della band pubblicò le tracklist dei due dischi.

### 2011-2014:¡Uno!,¡Dos!e¡Tré!

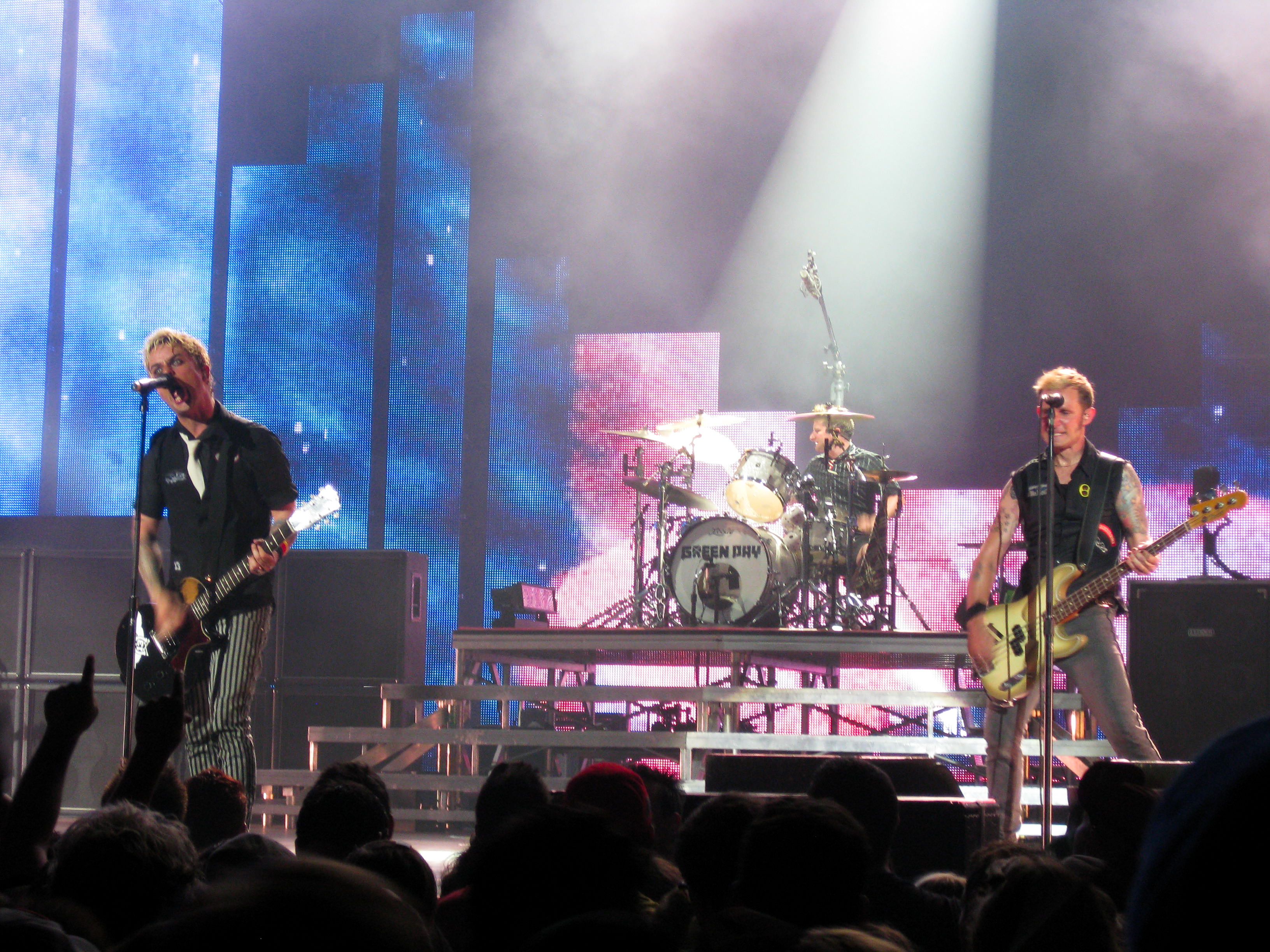
I Green Day nel 2010 a Camden.

Nell'ottobre del 2010 Mike Dirnt annunciò in una intervista a Radio W i lavori in corso della band per l'uscita del nono album in studio. Anche Billie Joe Armstrong affermò che stavano lavorando su un nuovo album e che avevano molto materiale tra le mani, addirittura troppo perché il nuovo album potesse essere registrato al più presto.
L'11 agosto 2011 i Green Day si esibirono in un concerto last minute al Tiki bar in Costa Mesa (California). Iniziarono lo show suonando a sorpresa 15 nuove canzoni, tra cui Amy, dedicata alla cantante Amy Winehouse, morta poche settimane prima dello show. Non venne confermato dalla band se queste canzoni sarebbero state incluse nel nuovo album, anche se Billie Joe Armstrong affermò che era fiero di mostrare dal vivo il lavoro in corso della band. Il 9 dicembre 2011 apparvero nel festival Not so Silent Night, ed annunciarono che erano in procinto di pubblicare il loro nono album in studio. Il 14 febbraio 2012 Billie Joe Armstrong annunciò sul suo profilo Twitter: "Buon San Valentino! Oggi abbiamo iniziato ufficialmente a registrare il nuovo disco. Era ora!!!!. Lo stesso giorno sul canale YouTube della band, fu pubblicato un video, intitolato 2/14/2012 Day One, nel quale si vedono alcune sequenze in cui la band sta registrando.
L'11 aprile 2012, la band pubblicò un video su YouTube ed un articolo sul proprio sito web, mediante i quali presentarono una trilogia composta da tre album: ¡Uno!, ¡Dos! e ¡Tré!, annunciati rispettivamente per il 25 settembre, 13 novembre 2012 e 15 gennaio 2013. Il 14 aprile, i Green Day furono invitati alla cerimonia annuale della Rock and Roll Hall of Fame, dove, dopo aver interpretato il brano Letterbomb, introdussero i Guns N' Roses nell'elenco della storica Hall of Fame. Il 14 giugno uscì il trailer del primo album della trilogia su YouTube, con l'immagine della copertina che vede Billie Joe protagonista, mentre il 21 giugno arrivò sugli schermi di YouTube il trailer di ¡Dos!, con un'analoga immagine di copertina raffigurante il bassista Mike Dirnt. Infine il 28 giugno uscì il trailer di ¡Tré!.

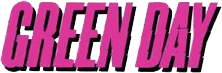
Logo adottato fino al 2014

Il 16 luglio fu pubblicato il primo singolo di ¡Uno!, Oh Love, il 14 agosto Kill the DJ ed il 5 settembre Let Yourself Go.
Frattanto, tra agosto e settembre, la band intraprese un tour dal Giappone in Europa, con date in diversi festival europei, come il Rock en Seine in Francia, il Rock am See in Germania e l'I-Day Festival in Italia (che venne però annullato a causa di un malore accusato da Billie Joe, ricoverato presso l'Ospedale Maggiore di Bologna). Il 21 settembre parteciparono all'iHeartRadio Music Festival assieme ad altri artisti di fama mondiale, a seguito del quale, sempre a causa delle condizioni fisiche del leader, la band decise di posticipare tutte le date del tour nordamericano, così da poter garantire al cantante un periodo di riposo e disintossicazione. A seguito della riabilitazione del frontman Billie Joe Armstrong, la band, il 29 ottobre 2012, pubblicò sul proprio sito un post nel quale hanno annunciato di aver cancellato tutte le restanti date del 2012 ed anticipato l'uscita di ¡Tré! all'11 dicembre 2012.
Il 15 ottobre pubblicarono il primo singolo di ¡Dos!, Stray Heart, con annesso videoclip. In attesa dell'uscita del terzo album della trilogia, il 28 novembre, sul canale VH1, fu mandato in onda ¡Cuatro!, documentario (diretto da Tim Wheeler) riguardante la trilogia appena pubblicata, che era stato annunciato il 21 novembre e la cui versione integrale è stata mostrata per la prima volta ai Winter X Games, nel gennaio del 2013.
Il 10 marzo 2013, la band torna nei palchi americani con il tour 99 Revolutions. Il 15 marzo, al Moody Theater di Austin, Texas, oltre al concerto, vengono presentati i documentari ¡Cuatro! e Broadway Idiot. Quest'ultimo è un altro documentario, che illustra il viaggio di Billie Joe Armstrong dal punk rock a Broadway. Il 10 novembre 2013 agli MTV EMA vincono il premio Best Rock. A fine novembre 2013 Billie Joe annuncia che i Green Day si prenderanno un periodo di pausa alla fine del tour.
Il 24 febbraio 2014 i Green Day hanno annunciato la pubblicazione della raccolta Demolicious, contenente 17 demo di brani precedentemente inseriti in ¡Uno!, ¡Dos! e ¡Tré! più un brano inedito. L'album è stato pubblicato il 19 aprile 2014, in occasione del Record Store Day.

### 2014-2019: Rock and Roll Hall of Fame eRevolution Radio

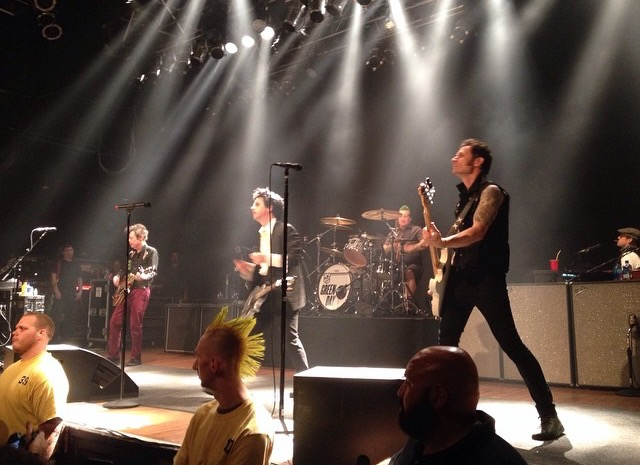
Green Day a Cleveland nel 2015.

Il 9 ottobre 2014 i Green Day sono nominati ufficialmente per l'ingresso nella Rock and Roll Hall of Fame. Il 16 dicembre è annunciata la loro introduzione nel prestigioso novero, avvenuta il 18 aprile 2015, nel primo anno di eleggibilità, insieme a Lou Reed, Stevie Ray Vaughan con i Double Trouble, Joan Jett and the Blackhearts, Bill Withers e la Paul Butterfield Blues Band.
Il 24 aprile 2015 Rob Cavallo rivela che i Green Day hanno cominciato a scrivere le canzoni per il nuovo album. "Ho sentito cinque nuove canzoni scritte da Billie. È il massimo della sua musica. I fan possono essere certi che, al loro ritorno, la loro musica sarà fantastica", sono le parole del produttore.
L'11 agosto 2016 il gruppo ha pubblicato il primo singolo Bang Bang, che anticipa l'uscita dell'album Revolution Radio..
Il 6 settembre 2016 vengono annunciate ufficialmente le date del Revolution Radio Tour, il quale visiterà il Nord America, l'Europa e l'Oceania fino all'estate dell'anno successivo. Il 23 settembre 2016 esce il secondo singolo estratto dall'album, Still Breathing. Il 16 maggio 2017 verrà pubblicato come terzo singolo l'omonimo Revolution Radio.
Il 17 novembre 2017 esce l'album raccolta God's Favorite Band.

### 2019-2023:Father of All Motherfuckerse Hella Mega Tour
Il 10 settembre 2019 esce il singolo Father of All..., che anticipa l'uscita del tredicesimo album dei Green Day, Father of All Motherfuckers, prevista per l'anno seguente, con un tour insieme ai Fall Out Boy e ai Weezer. Esce il 9 ottobre 2019 il singolo Fire, Ready, Aim, utilizzato come sigla per la partita del mercoledì sera di National Hockey League. Il 3 novembre 2019 la band si aggiudica il premio "Best Rock" agli MTV Europe Music Awards 2019 di Siviglia, dove si esibisce. Nel gennaio 2020 esce il terzo singolo estratto dall'album, Oh Yeah, mentre il 7 febbraio 2020 viene pubblicato il disco Father of All Motherfuckers, insieme ad un nuovo singolo, Meet Me On The Roof. Il disco è il più breve della carriera del gruppo, con una durata di soli 27 minuti per 10 canzoni di rock 'n' roll prive di intenti politici.
Il 27 gennaio 2023 pubblicano un'edizione speciale di Nimrod per il 25º anniversario del disco, contenente (oltre alle 18 canzoni della versione standard) 14 demo (di cui 4 inediti e 2 cover) e 20 tracce registrate dal vivo al concerto del 14 novembre 1997 all'Electric Factory di Philadelphia.
Ad agosto 2023 annunciano una Super Deluxe Edition per il 30º anniversario di Dookie, che uscirà il 29 settembre 2023 e conterrà outtakes, demo, e due concerti dal vivo.

### 2023-oggi:Saviors
Il 24 ottobre pubblicano il singolo The American Dream Is Killing Me, e successivamente Look Ma, No Brains!, Dilemma, One eyed bastard e Bobby Sox annunciando l'uscita dell'album Saviors, uscito il 19 gennaio 2024.

## Side project

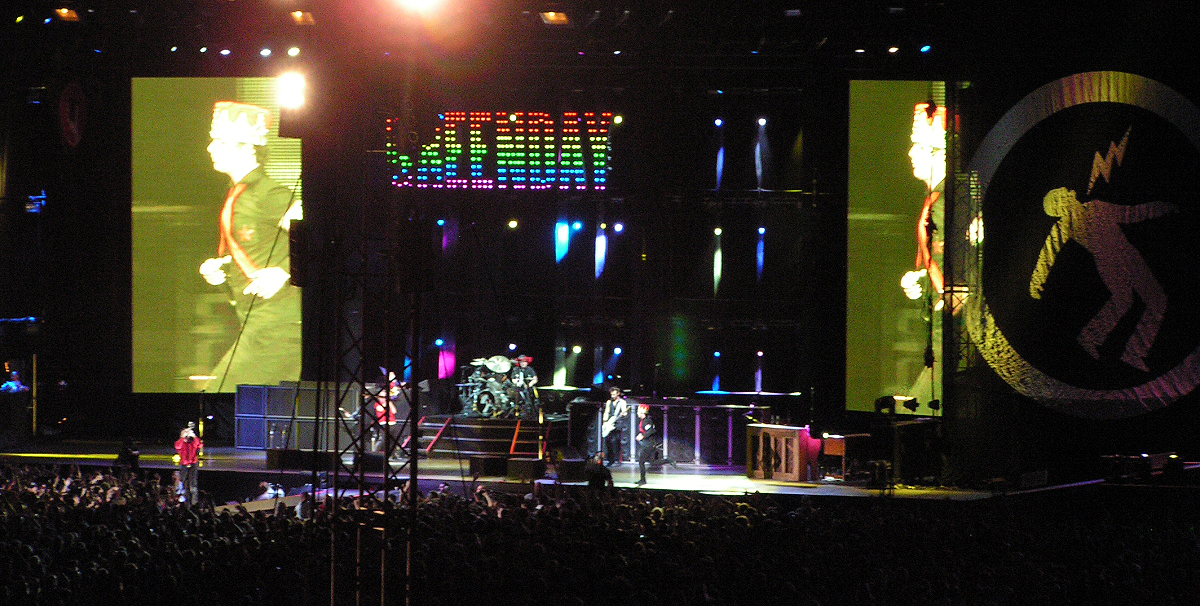
I Green Day nel 2005 in concerto al Giants Stadium (New Jersey).

I Green Day hanno due side project, con i quali hanno pubblicato altrettanti album.
Il primo progetto parallelo nacque nel 2003, con la pubblicazione dell'album Money Money 2020, sotto il nome di The Network. Il gruppo è composto dagli stessi membri dei Green Day, assieme a Jason White e a due ex-componenti dei Devo.
Nel 2007 pubblicarono un album dal titolo Stop Drop and Roll!!!, sotto il nome di Foxboro Hot Tubs. Nel 2008 l'album arrivò in 21ª posizione nella Billboard 200. Sebbene rimasero inizialmente in incognito, nel 2008 uscirono allo scoperto e dichiararono la loro vera identità. Nel 2010 suonarono dal vivo un brano intitolato It's Fuck Time. In seguito, tale brano venne usato per il trailer di ¡Dos!. Lo stile dei Foxboro Hot Tubs è molto vicino al garage rock che caratterizza la produzione dei Green Day post-21st Century Breakdown.

## Stile musicale e influenze
I Green Day si ispirano a gruppi punk rock molto importanti degli anni settanta ed ottanta. La band ha partecipato a molti concerti in onore dei Ramones. Billie Joe fu molto influenzato anche dal padre, un musicista a tempo pieno di musica jazz. Oltre ai Ramones, le band che hanno maggiormente influenzato il gruppo sono Buzzcocks, The Clash, The Jam, The Rezillos, The Sex Pistols, Stiff Little Fingers, The Undertones, NOFX, The Adverts, The Who, Bad Religion, The Damned, Sham 69, Operation Ivy, Agent Orange, Dead Kennedys, Hüsker Dü, The Muffs, Black Flag, Cheap Trick, Circle Jerks, Tsunami Bomb, Billy Bragg e Suicidal Tendencies.
Oltre ad essere uno dei gruppi più rappresentativi del punk revival, i Green Day furono, assieme ai Weezer, il gruppo che, dal 1994, seppe meglio sfruttare il potenziale commerciale del pop punk, quest'ultima una definizione con cui vengono spesso classificati ma che, tuttavia, rigettano.
A loro volta, infatti, i Green Day hanno influenzato molti gruppi pop punk, come blink-182, All Time Low, Sum 41, My Chemical Romance, The Matches, Face to Face, Good Charlotte, Billy Talent, MxPx, Simple Plan, Yellowcard, Fall Out Boy, e Goldfinger. Infine, alcuni citano i Green Day fra i gruppi power pop e di rock alternativo.

### Medley

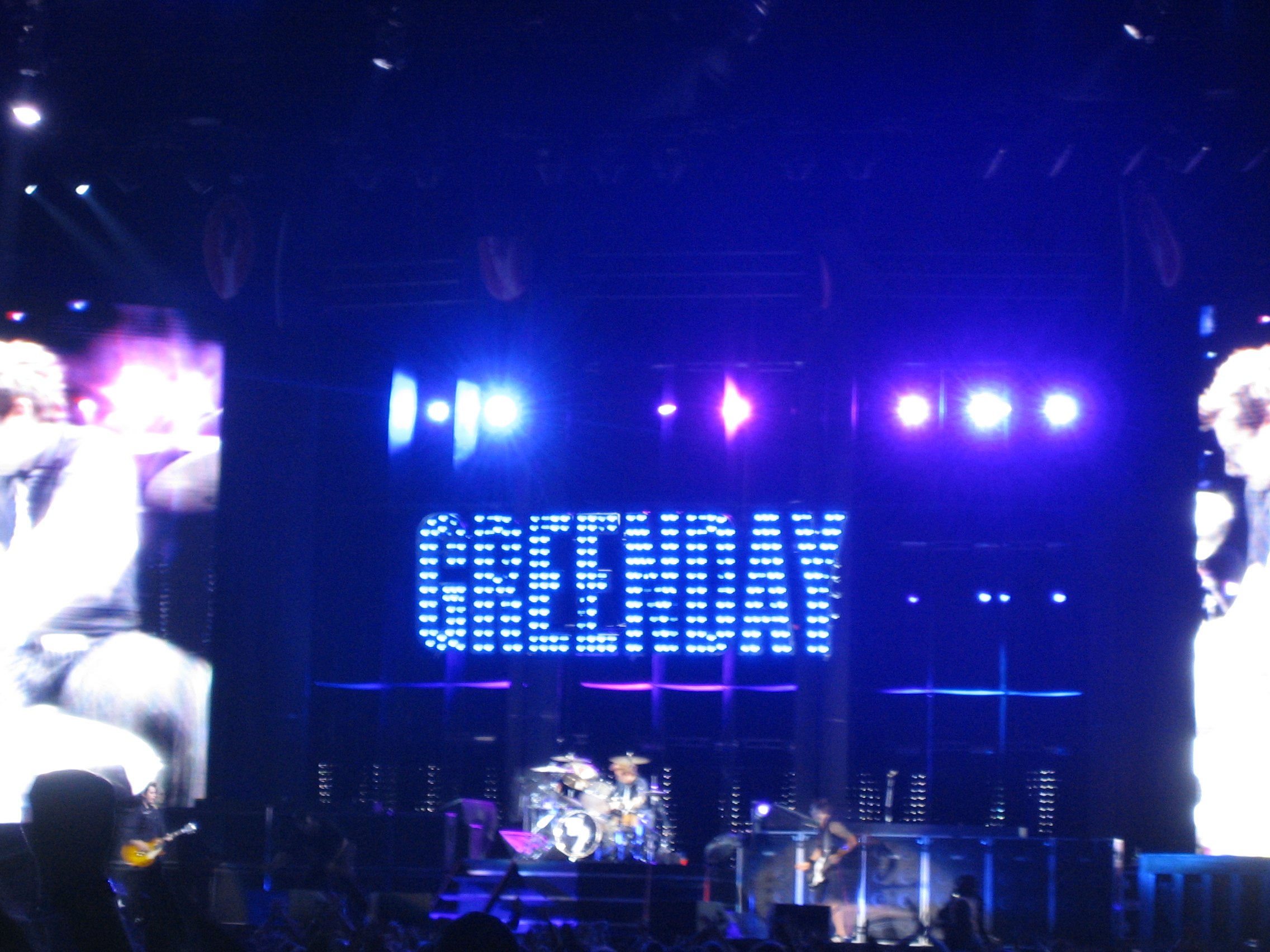
I Green Day in concerto nel 2005.

Molti dei loro brani sono legati a due a due da una sorta di medley: Green Day/Going to Pasalaqua, Chump/Longview, Brain Stew/Jaded, Uptight/Last Ride In, Jinx/Haushinka, Suffocate/Desensitized, Holiday/Boulevard of Broken Dreams, Are We the Waiting/St. Jimmy, Give Me Novacaine/She's a Rebel, Christian's Inferno/Last Night on Earth, Last of the American Girls/Murder City, The Static Age/21 Guns, See You Tonight/Fuck Time e Ashley/Baby Eyes.
Inoltre, nel loro musical American Idiot sono state collegate anche altre 12 canzoni: Favorite Son/Are We the Waiting, Are We the Waiting/St. Jimmy, Last of the American Girls - She's a Rebel/Last night On Earth, Before The Lobotomy/Extraordinary Girl, Extraordinary Girl/Before the Lobotomy , 21 Guns/Letterbomb e Chump/Longview.

## Filantropia
I Green Day si sono mostrati più volte attenti ai problemi sociali e sono stati protagonisti di gesti simbolici o di iniziative di beneficenza.
Nel 2005, ad esempio, i guadagni annuali derivanti dai download di Boulevard of Broken Dreams su iTunes furono destinati alla Croce Rossa Americana, per aiutare le vittime del terremoto e maremoto dell'Oceano Indiano del 2004.
Nel 2006 il gruppo pubblicò il singolo The Saints Are Coming assieme agli U2, devolvendo il ricavato alle vittime dell'uragano Katrina. Nel 2007 i Green Day parteciparono con altri grandi artisti (U2, R.E.M. ecc.) al CD Instant Karma: The Amnesty International Campaign to Save Darfur con una reinterpretazione di Working Class Hero di John Lennon, in collaborazione con Amnesty International. I ricavati della vendita del CD furono destinati in beneficenza per fermare la strage in Darfur. Il 6 agosto 2011 parteciparono al quinto Pipeline to a Cure Gala annuale, organizzato dalla fondazione benefica Pipeline to a Cure. Il ricavato (465.000 $) portò il budget della fondazione (che si occupa di ricerca per la cura di fibrosi cistica) a circa 2 milioni di dollari.
Nel 2012, a seguito del disastroso uragano Sandy, per aiutare le persone colpite da questa calamità la band pubblicò un link sul proprio sito ufficiale per consentire di effettuare donazioni alla Croce Rossa statunitense.
I Green Day collaborarono inoltre con l'associazione ambientalista americana NRDC per sensibilizzare la popolazione mondiale verso i temi ambientali, quali inquinamento atmosferico, inquinamento idrico, raccolta differenziata, salvaguardia della fauna e della flora.
Nel 2017 i Green Day raccolsero, tramite una diretta su Facebook, donazioni dai fan per le vittime dell'uragano Irma.

## Formazione

### Formazione attuale
- Billie Joe Armstrong – voce, chitarra, pianoforte, armonica (1987-presente)
- Mike Dirnt – basso, cori (1988-presente), chitarra (1986-1988)
- Tré Cool – batteria, percussioni, cori (1990-presente)

### Ex componenti
- Raj Punjabi – batteria, percussioni, cori (1986-1987)[129][130]
- Sean Hughes – basso, cori (1986-1988)
- Al Sobrante – batteria, percussioni, cori (1987-1990, 2015)
- Jason White – chitarra, cori (2012-2016)

### Turnisti
- Jason White – chitarra, cori (1999-2012, 2016-presente)
- Jason Freese – tastiera, pianoforte, fisarmonica, sassofono, trombone, chitarra acustica, cori (2004-presente)
- Kevin Preston – chitarra, cori (2019-presente)
- Coley O'Toole - tastiera, pianoforte (2024-presente, in sostituzione temporanea di Jason Freese)

### Ex turnisti
- Aaron Cometbus – batteria, percussioni, cori (1990)[131]
- Dave Henwood – batteria, cori (1990)[132][133]
- Garth Schultz – trombone, tromba (1997-1999)
- Gabrial McNair – trombone, sassofono (1999-2001)
- Kurt Lohmiller – tromba, timpano, percussioni, cori (1999-2004)
- Mike Pelino – chitarra, cori (2004-2005)
- Ronnie Blake – tromba, timpano, percussioni, cori (2004-2005)
- Bobby Schneck – chitarra, cori (2004–2005)
- Jeff Matika – chitarra, cori (2009-2019)

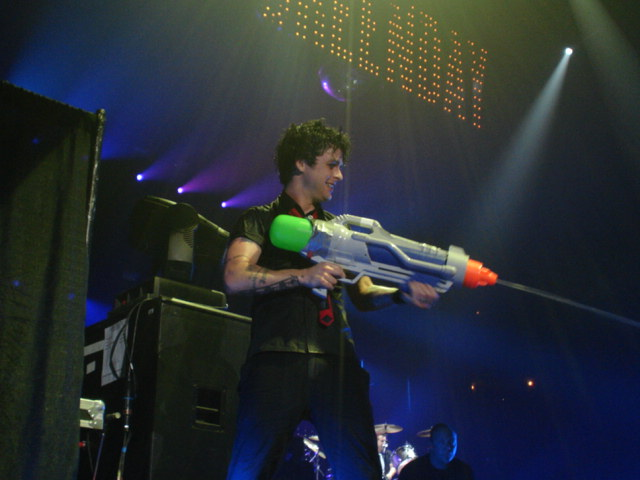
Billie Joe Armstrong scherza con il pubblico.

## Discografia

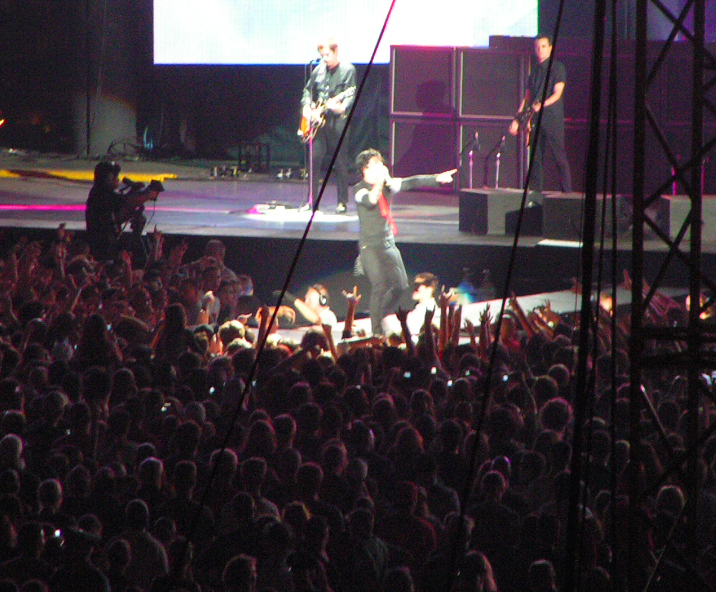
I Green Day in concerto al Giants Stadium, New York

### EP in studio
- 1989 - 1,000 Hours
- 1990 - Slappy

### Album in studio
- 1990 – 39/Smooth
- 1991 – Kerplunk
- 1994 – Dookie
- 1995 – Insomniac
- 1997 – Nimrod
- 2000 – Warning
- 2004 – American Idiot
- 2009 – 21st Century Breakdown
- 2012 – ¡Uno!
- 2012 – ¡Dos!
- 2012 – ¡Tré!
- 2016 – Revolution Radio
- 2020 – Father of All Motherfuckers
- 2024 – Saviors

### Raccolte
- 1991 - 1,039/Smoothed Out Slappy Hours
- 2001 - International Superhits!
- 2002 - Shenanigans
- 2014 - Demolicious
- 2017 - Greatest Hits: God's Favorite Band

### DVD
- 2005 - Bullet in a Bible
- 2010 - Awesome as Fuck
- 2013 - Reading Festival

## Tournée
- 1994 – Dookie Tour
- 1995/1996 – Insomniac Tour
- 1997/1998 – Nimrod Tour
- 2000 – Life Without Warning Tour
- 2002 – Pop Disaster Tour
- 2004/2005 – American Idiot World Tour
- 2009/2010 – 21st Century Breakdown World Tour
- 2012/2013 – 99 Revolutions Tour
- 2016/2017 – Revolution Radio Tour
- 2021/2023 – Hella Mega Tour
- 2024 - Saviors Tour

## Riconoscimenti

### Grammy Awards
I Green Day hanno vinto sei Grammy Awards ed hanno ricevuto in totale quindici nomination nel corso degli anni.
- 1995 - Vinto - Best Alternative Music Performance (per Dookie)[1][17]
- 1995 - Nomination - Best New Artist[17]
- 1995 - Nomination - Best Hard Rock Performance (per Longview)[17]
- 1995 - Nomination - Best Rock Vocal Performance by a Duo or Group (per Basket Case)[17]
- 1997 - Vinto - Best Music Video (per Walking Contradiction)[17]
- 2005 - Vinto - Best Rock Album (per American Idiot)[1][17]
- 2005 - Nomination - Album of the Year[17]
- 2005 - Nomination - Record of the Year[17]
- 2005 - Nomination - Best Rock Song[17]
- 2005 - Nomination - Best Rock Vocal Performance by a Duo or Group[17]
- 2005 - Nomination - Best Music Video Short Form (per American Idiot)[17]
- 2006 - Vinto - Record of the Year (per Boulevard of Broken Dreams)[17]
- 2010 - Vinto - Best Rock Album (per 21st Century Breakdown)[17]
- 2011 - Vinto - Best Album from Musical (per American Idiot - The Original Broadway Cast Recording)[17]
- 2014 - Nomination - Best Music Film (per ¡Cuatro!)

### Altri premi
Amadeus Austrian Music Awards
- 2006 - Miglior album musicale

American Music Award
- 1996 - Miglior artista musicale
- 1996 - Miglior artista heavy metal/hard rock
- 1996 - Miglior artista alternative
- 1998 - Miglior artista musicale
- 1999 - Miglior artista musicale
- 2000 - Miglior performance rock strumentale (per Espionage)
- 2005 - Miglior album pop/rock
- 2005 - Miglior artista alternative
- 2005 - Miglior gruppo musicale pop/rock
- 2005 - Artista dell'anno
- 2009 - Miglior artista alternative rock

Billboard Music Award
- 2005 - Gruppo musicale dell'anno
- 2005 - Artista modern rock dell'anno
- 2005 - Artista rock dell'anno

BRIT Award
- 2006 - Miglior gruppo internazionale
- 2006 - Miglior album internazionale

Juno Awards
- 2005 - Miglior album internazionale dell'anno

Kerrang! Awards
- 2001 - Miglior gruppo musicale del pianeta
- 2001 - Miglior performance dal vivo

MTV Asia Awards
- 2006 - Miglior performance rock

MTV Australia Awards
- 2006 - Miglior gruppo musicale

MTV Europe Music Awards
- 2005 - Miglior album rock
- 2005 - Miglior gruppo musicale
- 2009 - Miglior artista rock
- 2009 - Miglior video rock (per 21 Guns)
- 2009 - Miglior regia (per 21 Guns)
- 2009 - Miglior cinematografia (per 21 Guns)
- 2013 - Miglior artista rock
- 2016 - Icona globale
- 2019 - Miglior artista rock

MTV Movie Award
- 1999 - Miglior brano musicale (per Nice Guys Finish Last)

MTV Pilipinas Music Awards
- 2006 - Miglior video internazionale (per Wake Me Up When September Ends)

MTV Video Music Awards
- 1998 - Miglior video alternative (per Good Riddance (Time of Your Life))[136]
- 2005 - Video dell'anno (per Boulevard of Broken Dreams)
- 2005 - Miglior video di gruppo (per Boulevard of Broken Dreams)
- 2005 - Miglior video rock (per Boulevard of Broken Dreams)
- 2005 - Miglior regia (Samuel Bayer) (per Boulevard of Broken Dreams)
- 2005 - Miglior cinematografia (Samuel Bayer) (per Boulevard of Broken Dreams)
- 2005 - Miglior editing (Tim Royes) (per Boulevard of Broken Dreams)
- 2005 - Scelta degli spettatori (per il videoclip di American Idiot)
- 2007 - Miglior video in collaborazione (The Saints Are Coming, con gli U2)

MTV Video Music Awards Japan
- 2006 - Miglior video rock (Boulevard of Broken Dreams)

MTV Video Music Awards Latin America
- 2009 - Miglior gruppo rock internazionale
- 2009 - Miglior musica in un videogioco (per Green Day: Rock Band)

MuchMusic Video Award
- 2006 - Miglior gruppo internazionale

Nickelodeon Kids' Choice Awards
- 2005 - Miglior gruppo musicale
- 2006 - Miglior gruppo musicale
- 2006 - Miglior brano musicale (per Wake Me Up When September Ends)

People's Choice Awards
- 2006 - Gruppo musicale favorito

Q Awards
- 2010 - Miglior performance live

Radio Music Awards
- 2005 - Artista alternative dell'anno
- 2005 - Artista rock dell'anno
- 2005 - Canzone adult dell'anno (per Boulevard of Broken Dreams)
- 2005 - Brano musicale alternative dell'anno (per Boulevard of Broken Dreams)
- 2005 - Brano musicale rock dell'anno (per Boulevard of Broken Dreams)

Spike Video Game Awards
- 2004 - Miglior brano musicale in un videogioco (per American Idiot)